# Тацумі Юрі
Тацумі Юрі (5 вересня 1979) — японська синхронна плавчиня.
Срібна медалістка Олімпійських Ігор 2000, 2004 років.